# صح (توية)
صح (بالفارسية: صح) هي مستوطنة تقع في إيران في قسم تویة دروار الريفي. يقدر عدد سكانها بـ 238 نسمة .